# Ледокол (книга)
«Ледоко́л» — документально-публицистическая книга Виктора Суворова (В. Б. Резуна), писателя, получившего широкую известность в области исторического ревизионизма, в которой автор утверждает, что СССР готовил вторжение в Германию в июле 1941 года, и развязав Великую Отечественную войну, Гитлер лишь упредил его.
Главной причиной Второй мировой войны в книге объявляется политика И. В. Сталина, целью которой, согласно Виктору Суворову, был захват центральной и западной Европы именно в летние месяцы 1941 года, в соответствии с хорошо известными и широко декларируемыми планами большевиков по экспорту мировой революции во все страны мира.
Высказанное предположение о сроках не признавалось советской академической наукой, хотя и не отрицался факт предложения Генеральным штабом РККА о нанесении упреждающего удара незадолго до нападения Германии, о чём было доложено Сталину Жуковым, но этот вариант развития событий был Сталиным решительно отвергнут.
Некоторые историки причисляют «Ледокол» к жанру фолк-хистори.

## История создания
Сначала Суворов опубликовал часть книги в русскоязычной газете «Русская мысль» (Париж).
Впервые книга была издана целиком на немецком языке (Der Eisbrecher: Hitler in Stalins Kalkül, Stuttgart, Klett-Cotta, 1989). В следующем году на английском (Icebreaker, 1990 Hamish Hamilton, translated by Thomas B. Beattie). На русском она появилась в 1992 году (Ледокол, Москва, Новое время, 1992).

## Исторические предпосылки
С первых дней своего существования Советское государство, ставившее своей целью реализацию основных положений марксизма в мировом масштабе, заявляло о своём намерении принять участие в силовом противостоянии «миру капитала». Далеко не всем правительствам Европы и народам это нравилось.
Наиболее чётко оформленной идеологией, противопоставившей себя коммунизму, стал фашизм, укрепившийся в Италии в 1922 году как вариант социал-демократического строя с явно выраженной националистической направленностью, перешедший в тоталитаризм.
В 1933 году власть в Германии пришла к варианту социал-демократии, в идеологии которой националистические и тоталитарные тенденции приняли гипертрофированную форму. Своим главным врагом Гитлер назвал большевизм, государственно оформленный в России в форме СССР.
Идеологическое противостояние между основанным на принципах интернационализма коммунизмом и нацизмом вскоре переросло в военное противодействие, проявившееся в Гражданской войне в Испании 1936—1939 годов.
Здесь Германия и Советская Россия, не вступившие в государственный военный конфликт между собой, реально участвовали в войне по разные стороны фронта.
Международная обстановка в Европе вела ко Второй мировой войне, в которой Советский союз и нацистская Германия, несмотря на некоторое временное сближение интересов, с большой вероятностью могли вступить в войну друг против друга, поскольку по большому счёту длительное сосуществование коммунизма и нацизма с учётом амбиций их руководителей было невозможным. И руководители этих стран не делали из этого секрета.
И Германия, и СССР интенсивно готовились к неизбежной войне. Слишком большие надежды возлагались на то, что с её помощью можно будет решить проблемы, не решаемые иным способом. Кроме того, слишком далеко зашла милитаризация экономик, было произведено большое количество быстро морально устаревающего оружия и призвано в армии, намного превысившие потребности мирного времени, множество оторванных от полезного труда лиц, чтобы согласиться с тем, что работа проделана впустую.
Карта дислокации войск СССР и Германии на 22 июня говорит о том, что обе стороны, придвинув армии к границе и расположив их в наиболее стратегически выгодных её выступах, изготовились к началу решительных операций по охвату и уничтожению противника.
Вопрос заключался в том, какая из сторон первой начнёт боевые действия, реализуя в полной мере связанные с этим стратегические выгоды. Однако быстро меняющаяся политическая ситуация в Европе и требование не допустить ошибки в оценке ситуации не позволяли предсказать заранее, какая из сторон окажется в наиболее благоприятном положении для совершения первого шага.
На протяжении всего времени существования СССР советская военная доктрина официально не была обнародована.
Впервые в истории российского государства целостный и логически последовательный набор документов в области политики безопасности и внешней политики был выработан лишь в 2000—2001 гг., когда после принятия Концепции национальной безопасности были приняты основные положения Военной доктрины России,
Несмотря на отсутствие в СССР в конце 1930-х и 1940—1941 гг. публичной военной доктрины, её существо популярно излагались всеми доступными в то время средствами массовой информации, в первую очередь в кино (публицистический установочный фильм «Если завтра — война», многочисленные художественные фильмы с явным креном в военную тематику: «Истребители», «Трактористы», «Четвёртый перископ», «Пятый океан» и пр. подолгу не сходили с главных экранов страны). Вкратце суть идеологемы доктрины состояла в следующем:
- Постулировалась неизбежность нападения внешнего врага на СССР.
- Безусловное его отражение.
- Последующий переход в решительное наступление с целью разгрома врага на его собственной территории.

При этом в роли этого врага определённо называлась нацистская Германия.
В основу наступательной стратегии и тактики РККА была положена разработанная ещё в 1920-е годы теория глубокой операции (автор — зам. начальника Штаба РККА Владимир Триандафиллов), роль ударной силы в которой отводилась механизированным корпусам, появившимся в СССР после разработки в марте 1933 года организационно-штатной структуры для танковых подразделений, частей и соединений в Красной армии. Они состояли из механизированных бригад, танковых бригад Резерва Главного Командования, механизированных полков в кавалерийских корпусах и танковых батальонов в стрелковых дивизиях.
До войны основным танком наряду с гусеничной машиной Т-26 (произведено около 14 000 штук) стал колёсно-гусеничный танк типа БТ (быстроходный танк) трёх модификаций БТ-2, БТ-5 (5000 штук) и БТ-7 (2700 штук), специально предназначенных для движения по автобанам Европы (хотя и неспособных двигаться по мягкому грунту на своих колёсах).
Для обеспечения наступательных действий посредством массового десантирования, в том числе в тылу противника, были впервые в мировой военной истории созданы Воздушно-десантные войска, которые с началом войны были расформированы как род войск, а их контингент пополнил сухопутные части после того, как стало ясно, что война не пойдёт по разработанному желательному сценарию.
Для движения по водным путям Европы (по водной системе Буга и Вислы) было предназначены мониторы и вооружённые катера Пинской и Дунайской военных флотилий. Частям Дунайской флотилии удалось 24 и 25 июня 1941 года успешно высадить десанты на территории Румынии и содействовать обороне захваченных на румынском берегу плацдармов почти месяц (до 19 июля).
В порядке подготовки к войне с Германией после состоявшегося в декабре 1940 года совещания высшего командного состава Красной Армии, в начале января 1941 года, Генеральный штаб провел две оперативно-стратегические игры, которые стали последними играми такого крупного масштаба перед началом войны.
Первоначально планировалась одна игра на северо-западном направлении по теме «Наступательная операция фронта с прорывом УР». Но вместо одной игры были проведены две: первая, 2—6 января 1941 года — на северо-западном направлении, вторая, 8—11 января — на юго-западном, так что ими охватывалось всё пространство между Балтийским и Чёрным морями:

…Самым существенным недостатком игр явилось то, что из розыгрыша полностью исключались операции начального периода войны, хотя по условиям игр «западные» напали на «восточных».
Вопрос о том, как же удавалось «восточным» не только отбрасывать противника к государственной границе, но и местами переносить военные действия на его территорию, в обеих играх оказался обойденным. Таким образом, ни на совещании, ни в играх даже не делалось попыток рассмотреть ситуацию, которая может сложиться в первых операциях в случае нападения Германии. Поэтому утверждения, что игры проводились для «отработки некоторых вопросов, связанных с действиями войск в начальный период войны», лишены основания — эти вопросы даже не значились в учебных целях.— Бобылев П.Н, полковник запаса, кандидат исторических наук
Последовавшая и в высшей степени неудачная для советской стороны кампания лета и осени 1941 года, а также ряд несовместимых с логикой ведения оборонительной войны мероприятий (например — ориентация войсковых учений на ведение в предстоящей войне исключительно наступательных действий, создание бесполезных в оборонительной войне Воздушно-десантных частей, численность которых по некоторым источникам доходила до 1 миллиона человек, выдвижение к границе аэродромов и полевых госпиталей, создание на границе складов рельс для перешивки колеи западно-европейских железных дорог и т. д.), дали автору книги повод к высказыванию мнения о том, что в готовящейся Советской стороной войне вообще не предусматривалась оборонительная фаза и инициатива в развязывании и ведении боевых действий с самого начала должна была принадлежать советской стороне.
Эти соображения и были использованы автором «Ледокола» Суворовым для развития своей концепции.

## «Ледокол» в Советском Союзе
Своя концепция была развита автором и в последующих сочинениях, и вызвала оживлённую дискуссию, которая велась в необычной для научного сообщества острой полемической манере. Участники уделяли много внимания доказательству совершаемых друг другом явных или воображаемых подлогов и фальсификаций, а при очевидной слабости аргументации или при её отсутствии прибегали к фигуре перехода на личности.
Одновременно критики избегают ответа на вопрос, вытекающий из всего содержания книги. А именно: «Что делал бы Сталин, если бы Гитлер задержался с нападением до назначенного собой срока — 1944 года — или вообще от него отказался, а подготовка к отражению нападения, которая критиками не отрицается, была бы в СССР, наконец, полностью завершена?»
Тем не менее, эта дискуссия по своему значению далеко выходит за рамки узкоспециализированного конфликта мнений.
Ситуация в советской историографии существенно осложнилась после признания существования секретного протокола к основному тексту Договора о ненападении между Германией и Советским Союзом (также известому как пакт Молотова — Риббентропа). Это создало почву для расширения круга сторонников давно существующего (например — в Польше или странах Прибалтики) убеждения в совместной вине руководства Германии и Советского Союза в развязывании Второй мировой войны.

## Критика
См. также Концепция Виктора Суворова#критика
Несмотря на ряд до конца невыясненных вопросов, например — начатая в СССР мобилизация: действительно ли она подпадает под определение маршала Б. Шапошникова «Мобилизация есть война, и иного понимания её мы не мыслим» и являла собой необратимый процесс и неизбежно закончилась бы войной? Ряд историков считает, что по ряду объективных причин Советский Союз не мог летом 1941 года осуществить агрессию против Германии. Этому, по их мнению, мешала полная неготовность армии и общества к войне. К подобному выводу пришли участники состоявшейся в Москве международной конференции.
Резкой критике подверг книгу израильский историк Габриэль Городецкий в своей книге «Миф Ледокола». Используя советские, немецкие и английские документы, Городецкий развенчивает версию Суворова и обосновывает распространенную версию о том, что Сталин всеми силами стремился избежать германского нападения, при этом усиленно готовился к отражению последнего. В отличие от мнения Суворова о численном превосходстве РККА над вермахтом, Городецкий показывает, что, несмотря на численное превосходство, накануне войны советская армия была несравненно слабее немецкой. В качестве причин отставания Городецкий указывает разгром офицерского корпуса РККА в ходе репрессий 1937—1938 годов, незавершенный процесс перевооружения, проблемы с обучением огромного количества новобранцев и трудности оборудования новой западной границы СССР после присоединения Восточной Польши в 1939 году.